# Равиньш, Андрис
А́ндрис Ра́виньш (латыш. Andris Rāviņš; род. 3 января 1955 года) — латвийский политик, руководитель городской думы Елгавы, в 1997—1998 — министр земледелия Латвии.

## Биография

### Образование
Родился 3 января 1955 года в семье Яниса Равиньша и Велты Накмане. В 1962 году пошёл в 1 класс начальной школы колхоза «Авангард». Через четыре года перешёл в среднюю школу Сесавы. В 1970 году получил неполное среднее образование и поступил в Приекульский техникум сельскохозяйственной механизации, закончив его в 1974 году со специальностью техника и механика. Начал работать в колхозе «Авангард» механиком по эксплуатации.
В 1975 году поступил в Латвийскую сельскохозяйственную академию на факультет механизации сельского хозяйства.  Окончил его в 1980 году, получив специальность инженера-механика; в колхозе был повышен до главного инженера.

### Политика
В декабре 1989 года был избран депутатом Совета народных депутатов Елгавского района. Через месяц стал председателем районного совета (думы). В 1994 году переизбран. В 1995 году он стал советником президента Гунтиса Улманиса по вопросам самоуправлений. 7 августа 1997 года стал министром сельского хозяйства в правительстве Крастса. Планировал баллотироваться на пост председателя КСЛ, однако не был допущен к выборам из-за недостаточного времени членства в партии. Выставлял кандидатуру на выборы в 7 Сейм во всех пяти округах, но не был избран. Должность министра потерял 26 ноября 1998 года в связи со сменой правительства после утверждения нового состава Сейма. Позже был советником министра сельского хозяйства.
В 2001 году избран в Елгавский городской совет, 26 марта стал председателем совета. 

## Личная жизнь
Андрис Равиньш женился в 1977 году на Рите. Есть две дочери (1978 и 1981 годов рождения) и сын (1985 года рождения). и внук..

## Награды
- Oрден Трёх звёзд III степени (Латвия, 2014)[2]
- Орден Креста земли Марии IV класса (Эстония, 2005)[3]
- Орден священномученика Иоанна Рижского III степени (Латвийская православная церковь)[4]